# Едж (реслер)
Адам Джозеф Коупленд (англ. Adam Joseph Copeland, нар. 30 жовтня 1973) — канадський професійний реслер, відомий виступами в World Wrestling Entertainment під псевдонімом Едж (англ. Edge). 11 квітня 2011 року повідомив про завершення кар'єри, однак 26-ого січня 2020 року на шоу Royal Rumble повернувся у WWE. Наразі виступає в AEW під ринговим ім'ям Коуп (англ. Cope).

## WWF/E
У WWF Едж і Крістіан взяли собі гімміки двох веселих хлопців. На Wrestlemania XVI Едж і Крістіан перемогли Hardy boyz (Метта і Джеффа) і Dudley boyz (Буббу Рея і Ді-Вона), у тристоронньому командному матчі з драбинами і вперше стали чемпіонами командними WWF. Потім Едж і Крістіан (E & C) ще 7 разів ставали командними чемпіонами. Незабаром команда E & C почала руйнуватися, вони пиячили. Едж почав домагатися непоганих успіхів як реслер-одинак, що звичайно ж не влаштовувало його партнера Крістіана.
У 2001 році Адам виграв турнір Король Рингу 2001. Після цього в Еджа і Крістіана почалася ворожнеча. Адам будучи Чемпіоном США WCW, на PPV Survivor Series 2001 виграв титул Інтерконтинентального чемпіона WWF у Тесту і об'єднав обидва титули в один — Інтерконтинентальний.
Після розподілу брендів, Едж потрапив в SmackDown, де у нього почався ф'юд з Куртом Енгелом, який вилився в цікавий матч, де програв повинен був постригтися на лисо. У тому поєдинку Едж виграв, в результаті чого Енгл досі ходить лисим.
У Адама давно була мрія виступати в одній команді з легендарним Халком Хоганом і у WWE вирішили зробити Еджу сюрприз. У липні 2002 року Едж в команді з Хоганом стали командними чемпіонами WWE. У 2002-му Адам так само виступав в команді з Реєм Містеріо і разом вони навіть якийсь час були командними чемпіонами світу.
У 2003 році Едж отримав серйозну травму шиї, через яку він приблизно на рік залишив WWE, а в лютому 2004-го, коли вже термін його відновлення підходив до кінця, Адам зламав руку, через що йому на місяць знову довелося відкласти повернення у WWE.
У 2004 році Едж потрапив у WWE Raw. Там він об'єднався в команду з Крісом Бенуа і разом вони виграли командні чемпіонства світу. Пізніше, коли Адам виграв Інтерконтинентальний титул, їхня команда почала розвалюватися, а Едж і зовсім став Хіллом, на рингу він почав використовувати різні заборонені, «брудні» прийоми, до того ж у нього розв'язався ф'юд з улюбленцем публіки — Крісом Джеріко.
На Wrestlemania XXI Едж виграв вперше проводився Матч з драбинами Гроші в Банку. Згідно з правилами битви, переможець отримує кейс, в якому знаходитися контракт з WWE на 1 рік, так само власнику кейса дається можливість у будь-який момент, в будь-який час поборотися за титул Чемпіона WWE або титул Чемпіона світу у важкій вазі.
У 2005 році Едж був розкритикований фанатами WWE, за те що він «забрав» у свого друга (в реальному житті) Метта Харді його дівчину — реслершу Літу, з якою Метт зустрічався 6 років. Цей вчинок виглядає ще більш цинічним, якщо врахувати, що Адам за два місяці до цього одружувався. Роман Еджа і Літи вони вирішили винести і на ринг, таким чином навіть у WWE Едж і Літа виходили разом.
Після цього відбулася ще одна несподівана подія. В одному з випусків RAW, після поєдинку між Еджом і Кейном, на ринг вийшов Метт Харді і висловив Еджу все що він про нього думає. Крім того, він звертався до нього не сценічним псевдонімом Edge, а називав його реальним ім'ям — Адам. Після цього фанати WWE вирішили що Метт вийшов зі сценічного образу і що цей інцидент був справжнім, а не спланованим сценарієм. Але на ділі все виявилося не так, дана перепалка, як пізніше з'ясувалося, була спланована WWE. У житті ж, конфлікт Адама і Метта пройшов більш спокійно.
Тим не менше в WWE вирішили що дана подія — хороша причина для ф'юіда між цими двома реслера. На PPV Summer Slam 2005, Едж переміг Метта, при цьому ще й завдавши йому травму. Але потім вони зустрілися знову і це вже був поєдинок за правилами Вулична битва. У тому матчі Метт і Едж впали з високої платформи прямо на електрообладнання. У результаті обох реслерів відвезли на машині швидкої допомоги. На шоу Непрощений 2005 між ними відбувся третій поєдинок, де вже Метт нарешті помстився Еджу, зробивши на ньому легдроп прямо з верхівки сталевої клітини. Але навіть і на цьому їх ворожнеча не закінчилася, для того що б вирішити розбіжності, було вирішено провести поєдинок, де програв йде з арени RAW. У тому поєдинку переміг Едж, а Метт покинув арену RAW і влаштувався на арені SmackDown.
Незабаром Едж отримав травму. Під час реабілітації він почав вести скандальну програму «The Cuuting Edge». А в WWE Адаму дали прізвисько «Rated-R Superstar».
На PPV New Year's Revolution 2006 Едж не зміг виграти у Ріка Флера титул Інтерконтинентального чемпіона (при цьому не варто забувати, що на той момент в Еджа ще знаходився в руках кейс Гроші в банку, з яким Едж майже цілий рік носився у WWE). На цьому ж шоу Джон Сіна успішно захистив свій титул Чемпіона WWE в поєдинку проти Курта Енгла, Карліто, Кріса Мастерса, Шона Майклз і Кейна. Але відразу після перемоги Сіни вийшли Едж, Літа і Вінс МакМехон. Містер МакМехон заявив, що Едж використовує свій кейс. Адам вийшов на ринг, без праці переміг виснаженого Сину і вперше став чемпіоном WWE. Крім цього Едж так само став Чемпіоном потрійної корони. Цю подію він вирішив відзначити дуже унікальним способом. Едж завив, що на черговому випуску RAW, він прямо на рингу займеться сексом зі своєю подругою Літєю. Як з'ясувалося, його слова не розійшлися з ділом, на наступному випуску RAW на ринг помістили ліжко. Едж з Литєю залізли під ковдру, де вони дуже артистично зображували заняття сексом. Цей випуск RAW отримав найбільші рейтинги в історії цього шоу.
Едж тримав титул чемпіона WWE всього 3 тижні, поки не програв його Джону Сині. Потім у Адама почався ф'юд з Міком Фолі, який вилився в хардкорних матч на Реслманія XXII, де Едж з допомогою Літи переміг Фолі (це був перший матч хардкорних, програний Міком Фолі). Тим не менше, на PPV ECW One Night Stand 2006 Едж і Мік билися в одній команді проти реслером ECW.
На одному з випусків RAW Едж переміг Джона Сіну і Роба Ван Дама в тристоронньому матчі і став новим чемпіоном WWE. Це був один з небагатьох випадків, коли титул чемпіона WWE змінив свого власника не на PPV, а на звичайному випуску шоу.
Повернення Еджа в 2010 році після травми.
Едж повернувся 31 січня на PPV «Королівська Битва» 2010 під 29 номером, і виграв цю битву, тим самим забронювавши собі місце на Wrestlemania 26. Потім у нього почався фьюд із Крісом Джеріко, який вилився у матч на Wrlestlemania з Крісом за World Heawyweight Champion. Матч Едж програв і не зміг стати чемпіоном світу у важкій вазі. На шоу wwe draft він перевівся на Raw.У нього почався невеликий фьюд із Ренді Ортоном. Це ворогування закінчилось на Over limit Коли двох реслерів дискваліфікували. Пізніше Едж брав участь у майже кожному важливому шоу, Враховуючи Самерслем 2010,В жовтні перед шоу "Hell in a Cell"в нього виник конфлікт з анонімним менеджером арени raw.Таким чином його перевели на шоу smackdown, а на роу замість нього перевели См Панка. На смекдауні у нього виник фьюд із Кейном на шоу Tls він виграв чотирьо сторонній поєдинок і виграв титул чемпіона світу у важкій вазі. На реслманії він захистив титул від Альберто Дель Ріо. Але після Реслманії він пішов з WWE через травму.

## Вибіркова фільмографія
- Грошовий літак (2020)